# Frederic de Luxemburg
Frederic de Luxemburg (n. 965 d.Hr. – d. 6 octombrie 1019) din familia Wigeriche a fost conte în Moselgau și Vogt de Stablo și Malmedy.
Frederic a fost unul dintre numeroșii copii ai contelui Siegfried de Luxemburg cu Hedwiga de Nordgau.
Împreună cu o soție al cărei nume nu este cunoscut cu certitudine (probabil Ermentruda, contesă de Gleiberg), Frederic a avut următorii copii:
- Henric (d. 1047), devenit conte de Luxemburg (ca Henric al II-lea) și duce de Bavaria (ca Henric al VII-lea);
- Frederic (n. 1003 – d. 1065), devenit duce de Lotharingia și conte de Malmedy;
- Giselbert (n. 1007 – d. 1059), devenit conte de Longwy, de Salm și de Luxemburg;
- Adalbéron (d. 1072), devenit episcop de Metz;
- Theodoric, tatăl lui:
  - Theodoric (d. 1075);
  - Henric (d. 1095), devenit conte palatin de Lorena;
  - Poppon (d. 1103), devenit episcop de Metz;
- Ogiva (n.c. 990 – d. 1036), căsătorită în 1012 cu contele Balduin al IV-lea de Flandra (n. 980 – d. 1035);
- Herman I de Gleiberg (n.c. 1012/1015 – d. 1062/1076 ?), 1046/1057 a moștenit jumătate din comitatul Gleiberg;
- Ermengarda (n. 1000 – d. 1057), căsătorită cu contele Welf al II-lea de Altdorf (d. 1030);
- Oda, călugăriță la Remiremont, apoi abatesă de Saint-Rémy la Lunéville;
- Gizela (n. 1019 – d. după 1058), căsătorită cu Radulf, senior de Aalst (d. după 1038).